# Funkadelic
Funkadelic és un grup de música afroamericana dels Estats Units, destacat durant la dècada de 1970. Juntament amb la seva banda germana Parliament, encapçalada per George Clinton, va començar la cultura de la música funk en aquesta dècada. El 1997 van ser introduïts en el Saló de la Fama de el Rock and Roll.
El grup que es convertiria en Funkadelic va ser format originalment per George Clinton, el 1964, com un suport musical sense nom per al seu grup The Parliaments, mentre estaven de gira. La banda estava formada originalment pels músics Frankie Boyce, Richard Boyce, i Langston Booth, a més d'unir-se cinc membres vocalistes de The Parliaments. Boyce i Booth es van enrolar a l'Exèrcit el 1966, llavors Clinton va contractar a el baixista Billy "Bass" Nelson i a el guitarrista Eddie Hazel el 1967, va afegir també al guitarrista Tawl Ross i al baterista Tiki Fulwood. El nom de "Funkadelic" va ser encunyat per Nelson després que la banda es va traslladar a Detroit. El 1968, a causa d'una disputa amb Revilot, la companyia que tenia en propietat el nom de "Parliaments", el grup va començar a tocar sota el nom de Funkadelic.
Van treure 28 cançons, els mes populars van ser Maggot Brain Funkadelic, I Wanna Know If It's Good to You Funkadelic i March to the Witch's Castle Funkadelic.